# ایستگاه راه‌آهن هیوستن
ایستگاه راه‌آهن هیوستن (ایرلندی: Stáisiún Heuston، تلفظ: ‎/ˈh[invalid input: 'ju:']stən/‎) یکی از ایستگاه‌های اصلی شهر دوبلین، ایرلند است.
این ایستگاه که در سال ۱۸۴۶ تأسیس شده به خط راه‌آهن ایرلند متصل است.

## نگارخانه

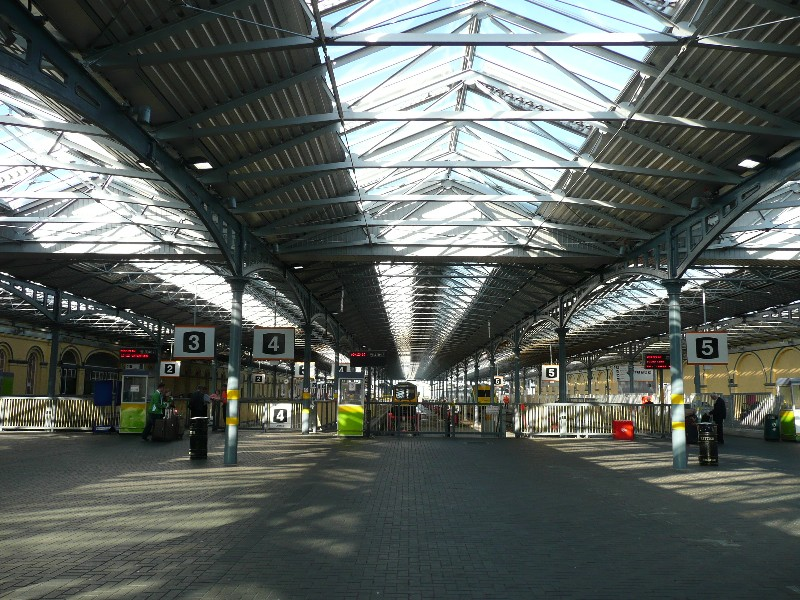
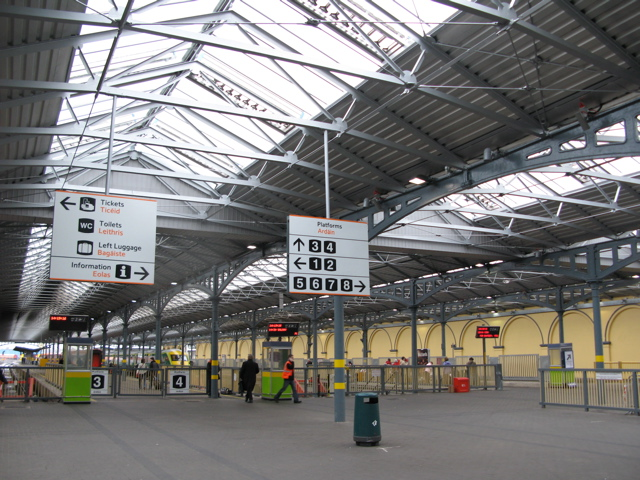
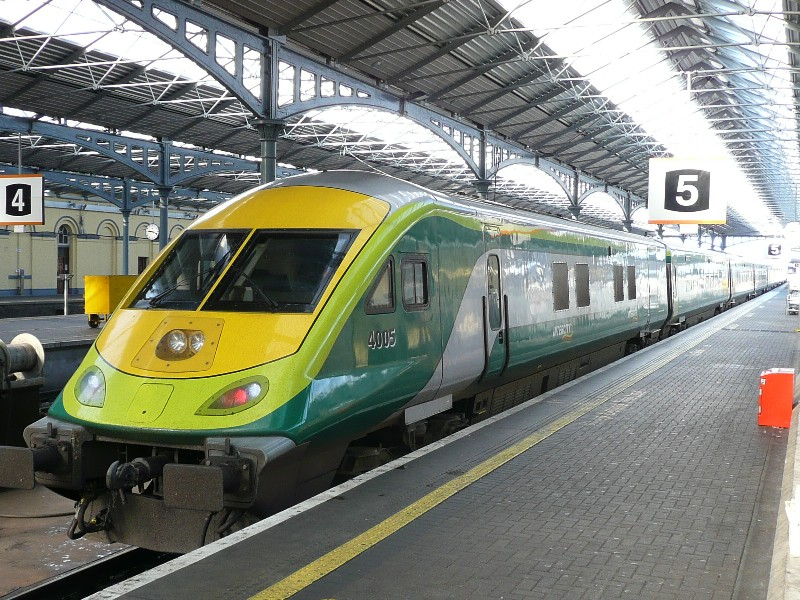
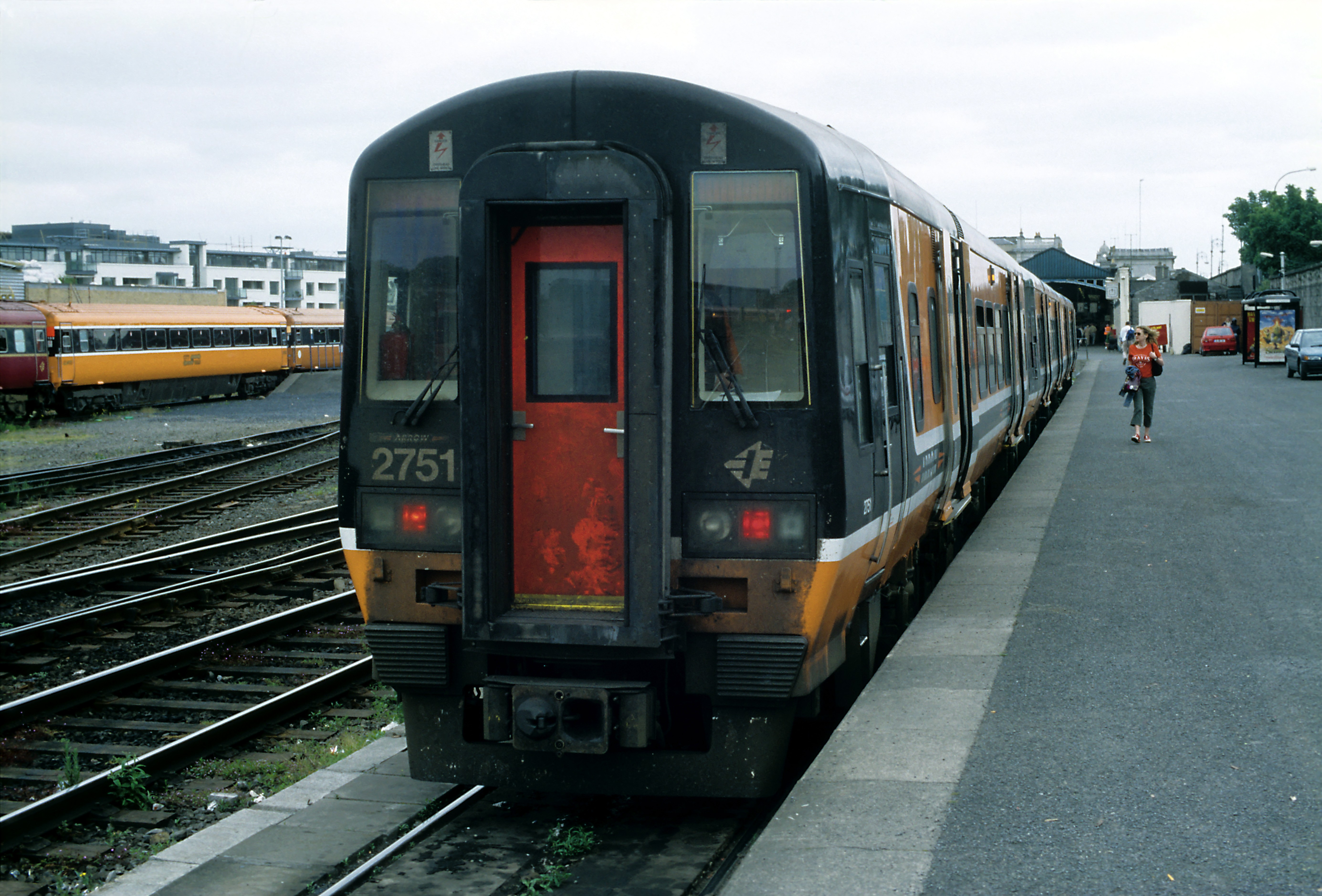